# Ramón Ramírez (beisbolista panameño)
Ramón Ramírez (nacido el 25 de febrero de 1977) es un lanzador de béisbol que se destaca por jugar para Panamá en el Clásico Mundial de Béisbol de 2006.

## Carrera
en la Liga de Béisbol de Panamá jugó varios campeonatos con el Herrera.

## Selección nacional
Apareció en un juego del Clásico Mundial de Béisbol de 2006, lanzando1 1⁄3 entrada y ponchando a dos bateadores. Permitió una base por bolas, pero no permitió carreras.También jugó para Panamá en la Copa Mundial de Béisbol 2005, Copa Mundial de Béisbol 2007 y los Juegos Panamericanos 2007.